# Ahmed Lutfi el-Sayed
Ahmed Lutfi el-Sayed o Aḥmad Luṭfī Sayyid Bajá (15 de enero de 1872 - 5 de marzo de 1963) fue un intelectual egipcio, activista anticolonial y el primer director de la Universidad de El Cairo. Era una persona influyente en el movimiento nacionalista egipcio y usó su posición en los medios de comunicación para esforzarse por obtener un Egipto independiente del gobierno británico. También fue uno de los arquitectos del nacionalismo egipcio moderno, así como el arquitecto del laicismo y el liberalismo egipcios. Era conocido cariñosamente como el "Profesor de la Generación". Lutfi fue uno de los más feroces oponentes del panarabismo, insistiendo en que los egipcios son egipcios y no árabes. Es considerado uno de los eruditos e intelectuales más influyentes en la historia de Egipto.

## Infancia y formación
Lutfi nació en la aldea rural de Berqin, cerca de Al Senbellawein en la Gobernación de Dacalia el 15 de enero de 1872.  Fue educado en un kuttāb tradicional, una escuela gubernamental en Manṣūra, la Escuela Secundaria Khedivial en El Cairo y la Escuela de Derecho en El Cairo. Mientras estaba en la escuela de derecho, Al-Sayyid contactó con personas influyentes como Muhammad Abduh y Hassuna al-Nawawi.  Abduh que desempeñó un papel fundamental en la experiencia de Lutfi con su movimiento reformista y su ideología política.

## Escritos y trabajos académicos.
Después de graduarse de la escuela de derecho, Lutfi ingresó al departamento legal de servicios gubernamentales y trabajó allí hasta 1905, bajo la administración británica de Lord Cromer. Lutfi se convirtió en editor en jefe de un periódico llamado al-Jarida en 1907. El periódico era prominente para escribir materiales ilustrados y liberales y atrajo la atención de muchos activistas liberales. Los escritos que Lutfi compuso para al-Jarida durante su tiempo como editor en jefe se consideran los más importantes e influyentes. Expuso sus creencias liberales sobre la libertad de Egipto y sobre cómo las personas deben ponerse de pie para actuar. Debido a estos puntos de vista, Lutfi se creó un nombre en los medios y el gobierno de Egipto. 

## Incidente Denshaway
El incidente de Denshawai fue un choque violento que ocurrió en junio de 1906 entre campesinos egipcios en la aldea de Denshaway y soldados británicos que cazaban palomas en el área. Los británicos habían ocupado Egipto en 1882 para proteger la circulación libre de sus barcos con destino a la India por el Canal de Suez y usaron soldados británicos para ayudar a sofocar la Rebelión de Urabi, un movimiento constitucionalista egipcio. El 13 de junio de 1906, cinco oficiales británicos cazaban palomas en Denshaway, un área que necesita la aprobación de un jefe. La caza fue aprobada, pero el jefe no estaba con los oficiales. 
Le dispararon a las palomas de los aldeanos, enojando a los propietarios. El principal catalizador fue el disparo accidental de la esposa del líder de la oración en la mezquita local. Enfurecidos, los egipcios asaltaron a los oficiales británicos y al campamento. Los oficiales británicos abrieron fuego contra los aldeanos, hirieron a cinco y prendieron fuego al grano de Abd-el-Nebi. Abd-el-Nebi, cuya esposa había resultado gravemente herida, golpeó a uno de los oficiales con un palo. Se unió a él el anciano Hassan Mahfouz, cuyas palomas habían sido matadas. Otros aldeanos les arrojaron piedras. Los oficiales entregaron sus armas, junto con sus relojes y dinero, pero esto no logró calmar a los aldeanos. Dos oficiales escaparon, uno de los cuales logró ponerse en contacto con el ejército británico; el otro murió de insolación a cierta distancia del pueblo. Un campesino egipcio que trató de ayudar al hombre enfermo fue asesinado por los soldados que los encontraron. Mientras tanto, los ancianos habían intervenido, salvando a los soldados restantes y permitiéndoles regresar a su base. 
Después del incidente, 52 aldeanos fueron arrestados por delitos de violencia contra oficiales británicos. El proceso a los aldeanos fue administrado por Ahmed Lutfi-al Sayyid. Como editor en jefe de al-Djarida, Lutfi pudo difundir rápidamente el incidente y el trato y la violencia dirigidos contra los acusados. Participó como abogado en el juicio después de descubrir que su hija estaba directamente involucrada, lo que llevó a Lutfi a tomar medidas. Una declaración de Lutfi que describía la brutalidad del incidente decía: “Cayeron sobre Denshwai, y no perdonaron ni al hombre ni a su hermano. Lentamente colgaron el uno y azotaron al otro".  Fue el incidente de Denshwai el que desencadenó la creación del primer partido político egipcio creado por Lutfi.

## Hizbal-Umma
En 1907 después del incidente de Denshawai, Ahmed Lutfi el-Sayed fundó el primer partido político de Egipto, el-Umma ("La Nación"), que surgió como reacción al incidente de Denshaway de 1906 y al surgimiento del sentimiento nacionalista egipcio. El trabajo anterior de Lutfi con al-Jarida ayudó a su causa a partir de los numerosos escritos que publicó en el periódico junto con su apoyo en el incidente de Denshwai. Su participación durante este tiempo se considera uno de los roles más importantes en la evacuación de las fuerzas británicas en el siglo XX. También fue en 1907 que Lutfi publicó en al-Jarida una colección de sus ideas y opiniones nacionalistas sobre temas políticos, cuya declaración de intenciones decía: " Al-Jarida es un partido puramente egipcio que tiene como objetivo defender los intereses egipcios de todo tipo". .  Lutfi introdujo al público árabe las ideas del filósofo y economista británico John Stuart Mill y su definición de liberalismo.

## Contribución intelectual
Ahmed Lutfi al-Sayyid era un liberal absoluto y creía en la igualdad y los derechos de todas las personas. La contribución de Lutfi a Egipto en ideas intelectuales y movimientos redefinió la historia en Egipto. Fue considerado uno de los primeros funcionarios egipcios en presentar las obras de Mill y leerle al público árabe en general para que pudieran educarse sobre los conceptos del liberalismo. Creía que la gente debería tener una opinión sobre lo que sucede en su gobierno y país, y que todas las personas tenían ciertos derechos civiles que no podían ser eliminados. Fue un firme defensor del anticolonialismo y de los efectos negativos que tiene sobre los países, que es lo que lo llevó a ser un miembro tan activo de la actuación antibritánica en Egipto. Tomó una postura firme en contra del punto de vista del panarabismo que se sostuvo en ese momento y que enfatizó la unificación de todos los países y pueblos árabes en una sola entidad. Creía que los egipcios eran diferentes de los árabes y tenían sus propias creencias y aspectos culturales separados.

## Últimos años
En 1915, Lutfi fue nombrado director de la Biblioteca Nacional de Egipto. Mientras trabajaba para la biblioteca, Lutfi realizó una gran cantidad de trabajo, incluidas traducciones de Aristóteles a través de las versiones en francés. Fue miembro de la delegación egipcia en la Conferencia de Paz de París celebrada en Versalles en 1919, donde abogó por la independencia de Egipto de Gran Bretaña . 
Ahmed Lutfi el-Sayed fue el primer director de la Universidad de Egipto, inaugurada el lunes 11 de mayo de 1925. Era amigo íntimo de Taha Hussein y renunció a su puesto de director universitario como protesta contra la decisión del gobierno egipcio de trasladar a Hussein de su puesto universitario en 1932.  Renunció nuevamente en 1937 cuando la policía egipcia irrumpió en el tribunal de la Universidad Egipcia. En última instancia, renunció a la presidencia en mayo de 1941. Durante su presidencia de la Universidad egipcia, la primera promoción de mujeres se graduó con títulos universitarios. 
Era conocido como un gran maestro, y uno de sus alumnos, Husayn Fawzi al-Najjar, escribió una biografía suya titulada "Lutfi al-Sayyid, el Maestro de una generación" ( Lutfi al-Sayyid Ustadh al-Jil ). 
Además, Ahmed Lutfi el-Sayed ocupó cargos como ministro de educación, ministro del interior, director de la asamblea de lengua árabe, miembro del senado y director de la Casa de los Libros.  Murió en 1963. 

## Influencias y legado.
Una gran parte de las influencias políticas de Lutfi vinieron de la retórica occidental que había encontrado durante su tiempo en la universidad de derecho. Sus influencias principales fueron Aristóteles, John Locke, Bentham, Mill, Spencer, Rousseau, Comte y Le Bon. Lutfi vio el nacionalismo egipcio como el resultado directo de factores históricos y ambientales, por lo que estaba en contra de las ideologías panislámica, panárabe y panotomana. Lutfi estaba en contra de la religión como base para la nacionalidad, y en cambio defendía que la utilidad social y política era más importante. Las enseñanzas y obras de Lutfi se consideraron tan importantes que fue apodado ustād̲h̲ al-d̲j̲īl o "Profesor de la Generación".